# Jóhann Sigurjónsson

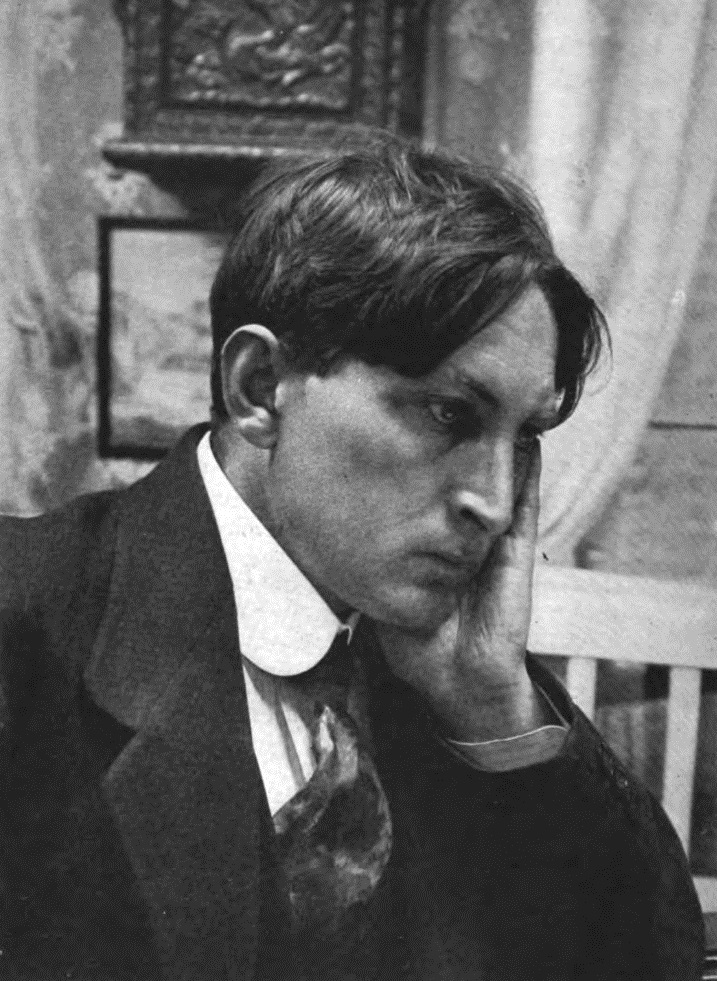
Jóhann Sigurjónsson, vor 1917

Jóhann Sigurjónsson (* 19. Juni 1880 in Laxamýri, Norður-Þingeyjarsýsla; † 31. August 1919 in Kopenhagen) war ein isländischer Dramatiker. Er verfasste Stücke in isländischer und dänischer Sprache.

## Leben
Der Sohn eines Bauern studierte an der Universität Kopenhagen, wo er von Georg Brandes und der Philosophie Nietzsches beeinflusst wurde.
Sein bekanntestes Drama ist Bjærg-Eyvind og hans hustru (1911, dt.: Berg-Eyvind und sein Weib), welches von dem als geächtet dargestellten Fjalla-Eyvindur und dessen Frau Halla erzählt. Aus diesem Stück stammt auch das in Island bekannte traurige Wiegenlied Sofðu unga ástin mín (Schlaf meine junge Liebe). Die Vorlage wurde 1918 von dem schwedischen Regisseur Victor Sjöström aufgegriffen und mit sich selbst in der Hauptrolle verfilmt (schwedischer Originaltitel: Berg-Ejvind och hans hustru).
Fast ebenso bekannt ist sein Schauspiel Galdra-Loftur (Loftur der Zauberkundige); der dänische Titel lautet Ønsket (Der Wunsch). Es entstand 1915. Der an die magische Kraft des Wunsches glaubende Loftur versucht durch Zauberei, unendliche Macht zu erringen; die Macht wird zum Selbstzweck und er gerät so in die Zwickmühle zwischen Gut und Böse.
Jóhann Sigurjónsson starb mit 39 Jahren an Tuberkulose.

## Werke
- Dr Rung (1904)
- Bóndinn á Hrauni (1908)
- Bjærg-Eyvind og hans hustru (1911)
- Galdra loptur (1915)
- Ritsafn
- Fjalla Eyvindur
- Løgneren (1917)
- Ønsket
- Smaadigte (1920)